# Divadelní fotografie

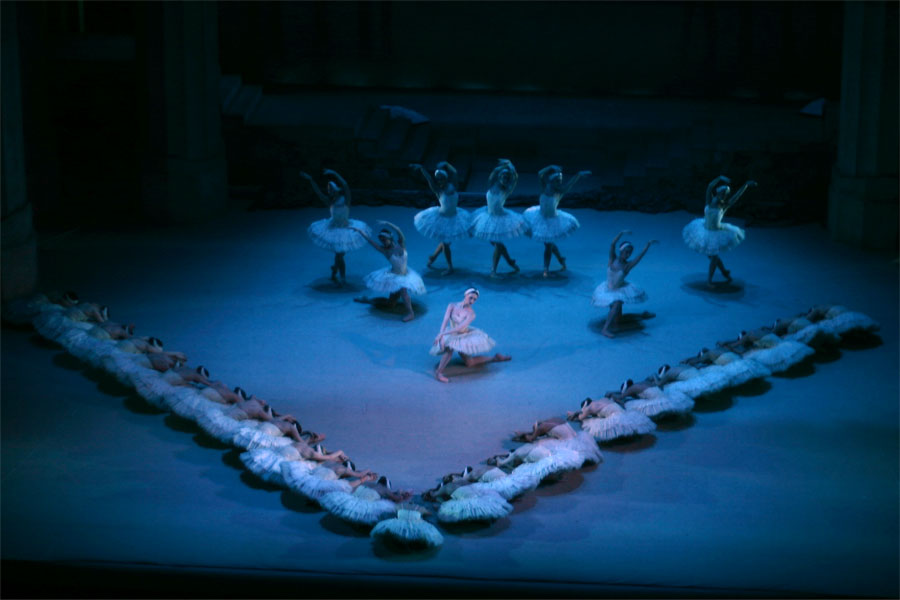
Fotografie z baletního představení Labutí jezero Petra Iljiče Čajkovského

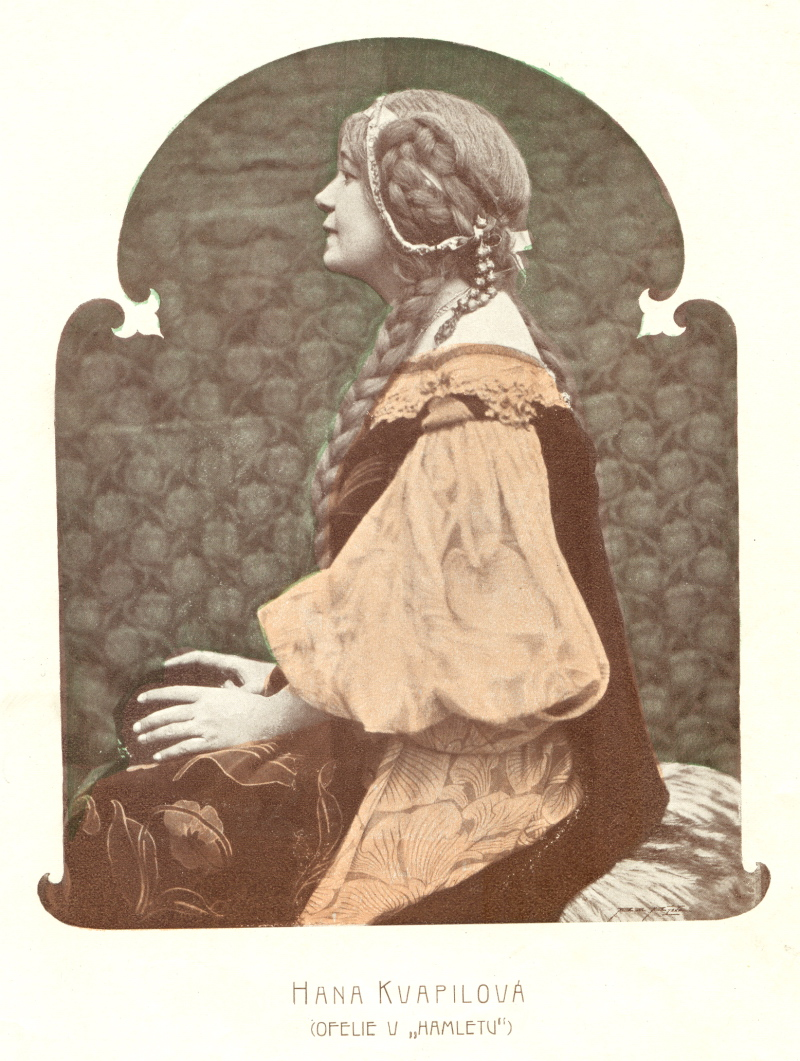
Karel Maloch: Hana Kvapilová jako Ofelie v Hamletu, asi 1898, fotografie pro Divadelní listy

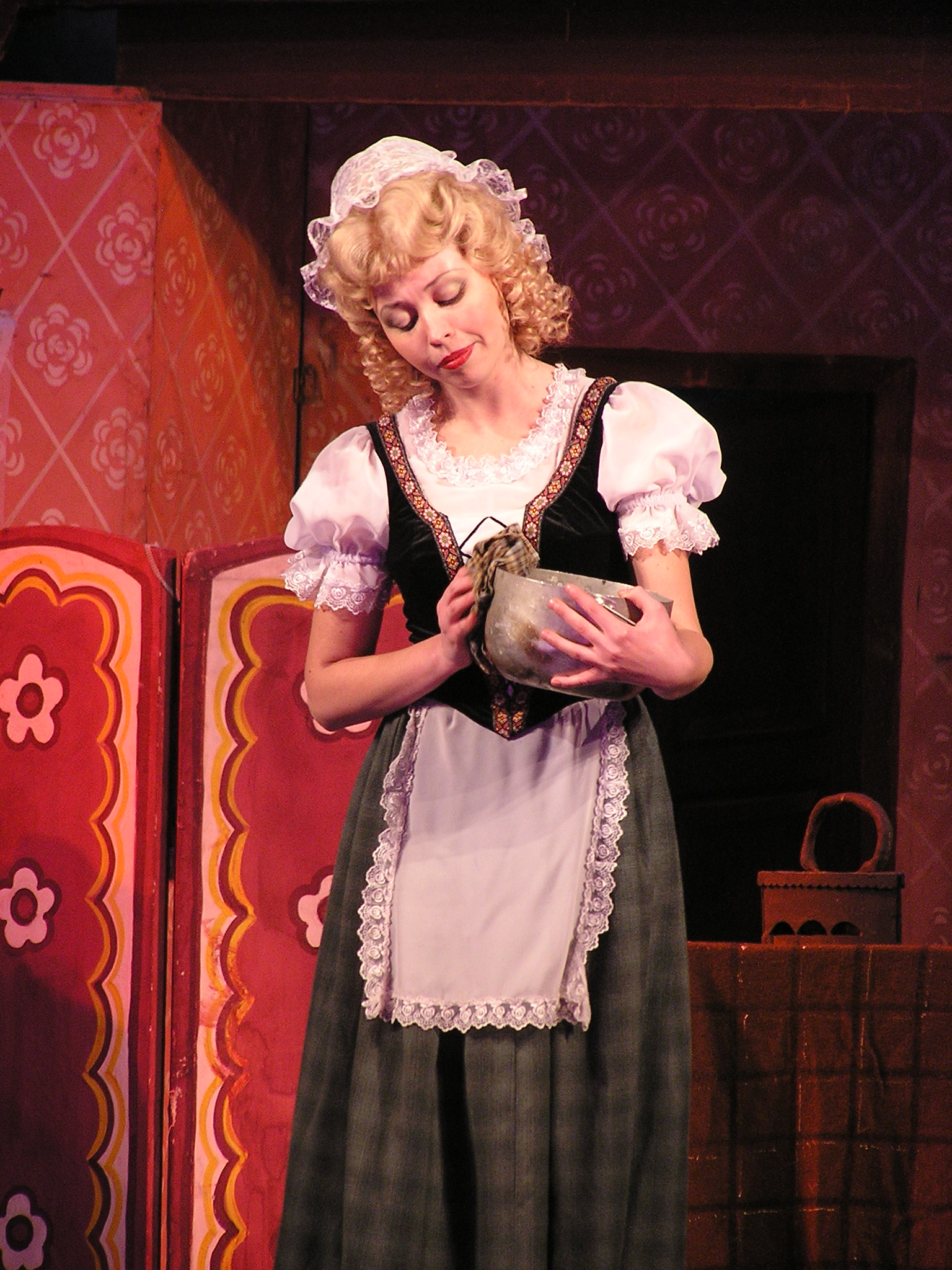
Doněcké divadlo opery a baletu, Popelka, foto: Andrej Butko

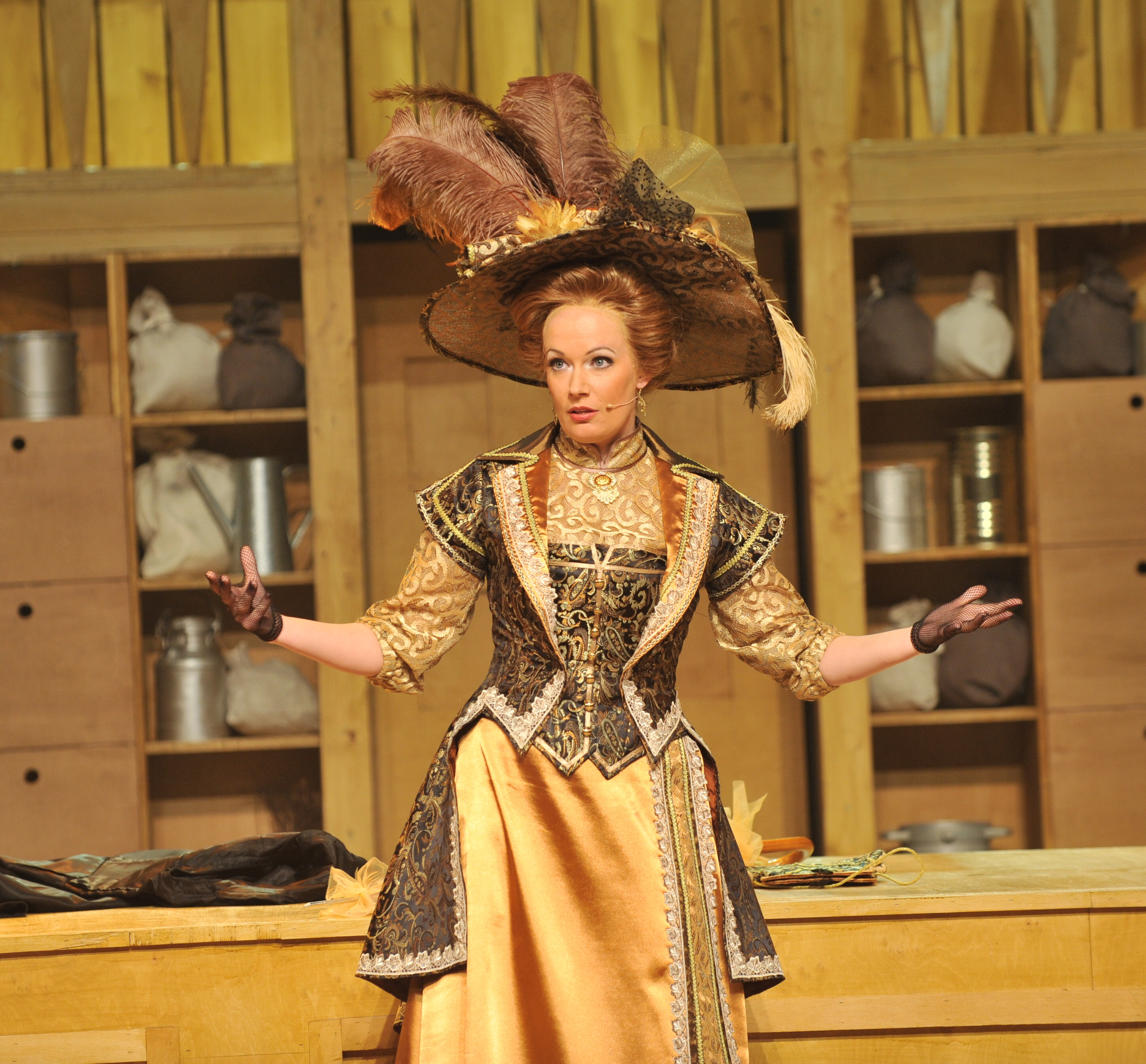
Josef Kratochvil: Alena Antalová

Divadelní fotografie je samostatný a svébytný žánr reportážní a výtvarné fotografie. Jejím motivem jsou divadelní herci, scenérie, kulisy nebo rekvizity. Druhem divadelní fotografie jsou drama, opera, balet, loutkohra, kabaret, varieté a výtvarné portréty.
Divadelní fotografie se využívá k dokumentování a inzerci. K divadelní fotografii patří zachycení uměleckého výrazu, provedení, pojetí tématu a také scénografie. Snímky divadelních scén a herců jsou využívány ve vitrínách, na divadelních programech, plakátech a v reklamě. Nejrozsáhlejší užití divadelní fotografie je v médiích, hlavně pro ilustraci, recenze a hodnocení inscenace.

## Historie

### České země
Divadelní fotografie na českém území má dlouhou a silnou tradici. České divadlo zažívalo rozmach v 19. století, současně s prvními fotografiemi. Ve fotografických ateliérech v polovině 19. století byly k dispozici divadelní kostýmy jako převleky, které byly k dispozici zákazníkům. Samozřejmě i herci si pořizovali fotografie v kostýmech z her, ve kterých účinkovali. Tyto fotografie se stávaly nejen propagačním materiálem, ale během času od 70. let 19. století také vyhledávaným sběratelským artiklem. V divadle samotném se kvůli nedostatečnému osvětlení a komplikovanost pro tehdejší techniku nefotografovalo. Od konce sedmdesátých let začaly ateliéry používat malované pozadí a vytvářet iluzi divadelní kulisy. Důraz se kladl na oděv, rekvizity a pozadí snímku.
Emanuel Dítě starší pořídil na jaře roku 1864 unikátní soubor fotografií kostýmovaných postav z průvodu po Praze u příležitosti třístého výročí narození Williama Shakespeara. Dochovaly se fotografie dalších autorů, mezi nimi například: Moritz Ludwig Winter, významný a úspěšný fotograf (měl filiálky i mimo Prahu), nebo Jan Adolf Brandeis – školený malíř portrétista – měl zákazníky mezi významnými osobnostmi, jejichž fotografické portréty mají svou výtvarnou hodnotu, Josef Langer nebo Fridrich Anděl.
- Miroslav Hák (1911–1978) byl meziválečným českým fotografem, členem sdružení umělců Skupiny 42, postavou v dějinách české avantgardy a moderní fotografie.

Ve druhé polovině 20. století ji proslavili kromě jiných také Josef Koudelka nebo Jaroslav Krejčí.
Obor divadelní fotografie se na FAMU vyučuje od roku 1975, kdy ji zavedl Ján Šmok.
- Jaromír Svoboda (1917–1992) byl český pěvec-tenorista a od roku 1953 divadelní fotograf. Nejdříve výlučně v rámci pražského Národního divadla. Celkově vytvořil desetitisíce fotografií dokumentujících české divadlo 2. poloviny 20. století, zúčastnil se více než 300 divadelních výstav v Československu i v zahraničí, kde poprvé vystavoval již roku 1958.
- František Krasl (1912–1998) působil jako divadelní fotograf v Ostravě.
- Karel Otto Hrubý (1916–1998) pracoval jako hudebník do roku 1943, po válce se stal fotoreportérem v Rovnosti, kameramanem dokumentárních a reklamních filmů, pak pracoval v redakci Květů a jako divadelní fotograf.
- Karel Maloch (1858–1933) je autorem řady portrétů z divadelního prostředí, rovněž spolupracoval s redakcí čtrnáctideníku Divadelní listy, který vydával Otto Faster v letech 1899–1904.
- Josef Koudelka od 60. let pracoval jako reportážní fotograf pro časopis „Divadlo“ a od roku 1965 do roku 1970 byl divadelním fotografem pro pražské Divadlo za branou.
- Stanislav Tůma (1950–2005) dokumentoval českou hudební scénu a divadlo v 70. letech 20. století.
- Josef Kratochvil
- Jaroslav Beneš
- Petr Berounský (1956–2023)
- Tamara Černá (* 1965) je fotografka, choreografka, tanečnice a baletní mistryně pocházející z Ostravy, kde se od dětství věnovala divadlu a umění. Nasnímala portréty mnoha významných osobností z oblasti divadelní kultury (dirigenty, pěvce, sólisty baletu) nejen českých, ale i významných zahraničních umělců. Podobně jako ve svých rolích, které tančila, tak i ve svých fotografiích inklinuje nenásilným způsobem k zobrazování lidských emocí a dramatických situací všedního dne člověka. Velmi často se přiklání k zobrazování krásy a lidskosti.
- Ivan Prokop (* 1954)
- Martin Divíšek (* 1985)[3]
- Pavel Hejný (* 1986)[4]
- Serghei Gherciu
- Tereza Hrubá (*1977)[5]
- Martina Root[6]

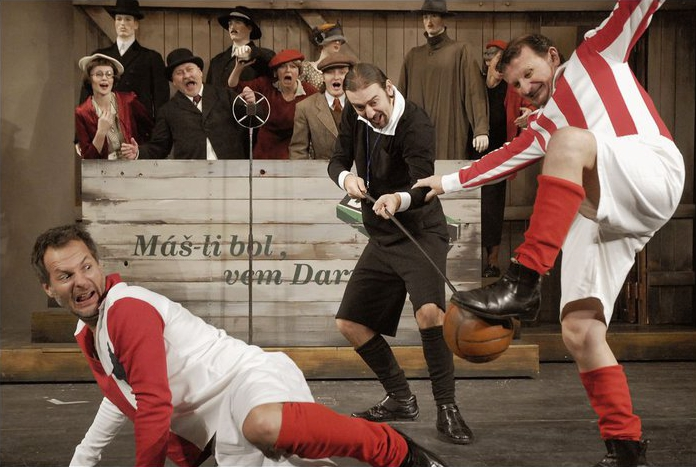
Martin Špelda: Muži v offsidu, Městské divadlo Mladá Boleslav
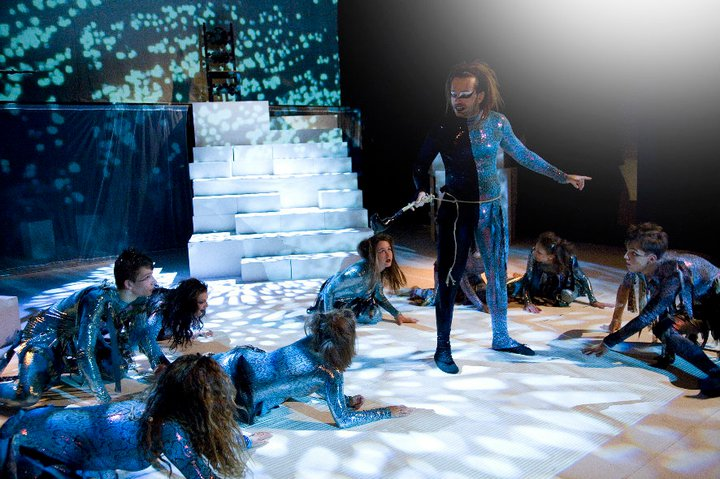
Petr Koubek: Sen svatojánské noci, Městské divadlo Mladá Boleslav
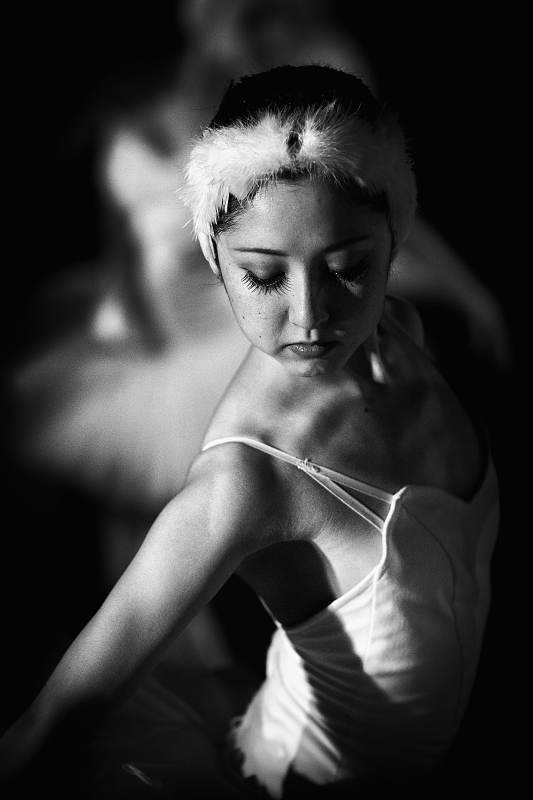
Tamara Černá: Divadelní fotografie

### Zahraničí
Německo

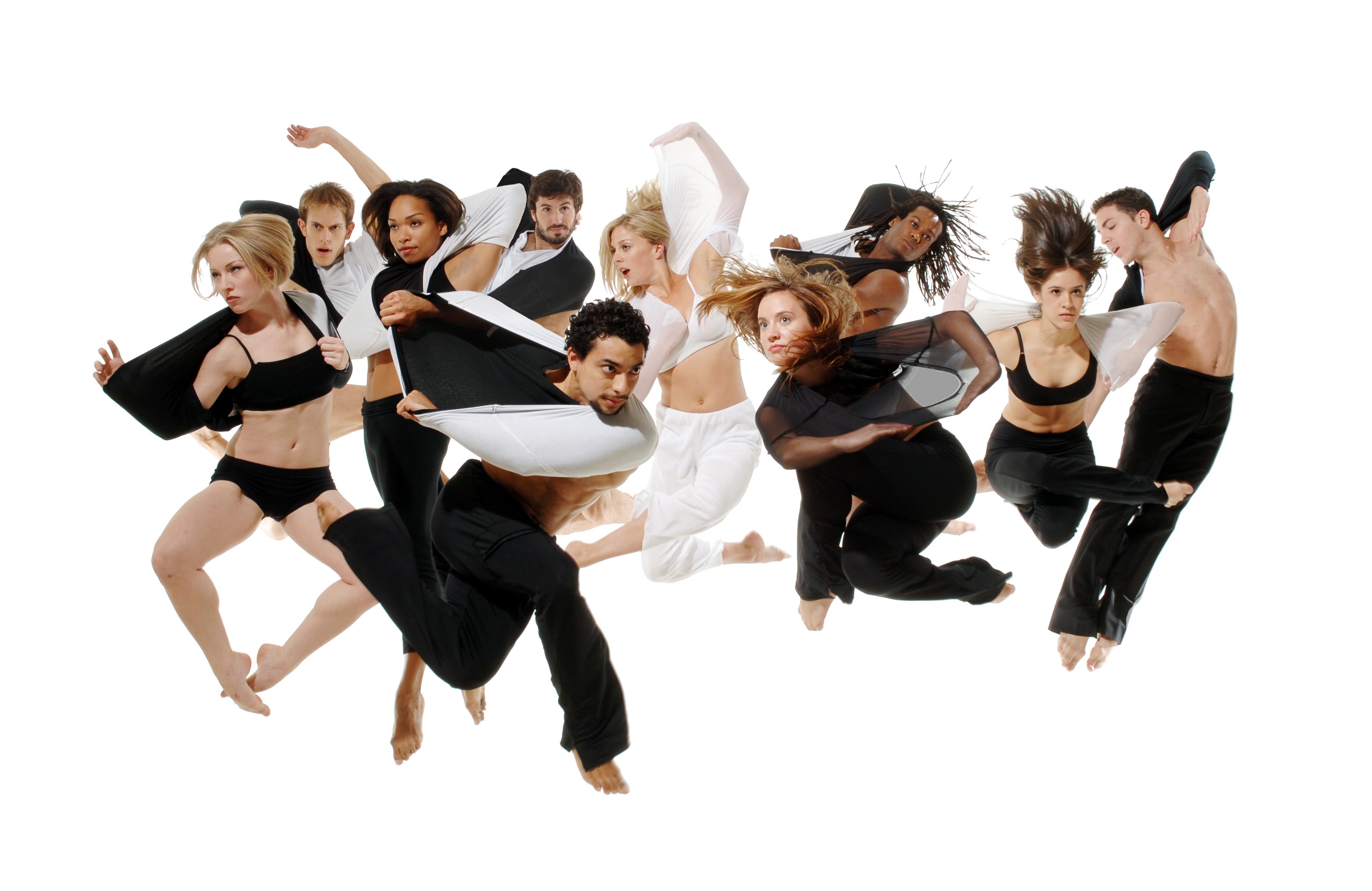
Parsons Dance Company, Peel, 2006, foto: David Parsons

- Hugo Erfurth (1874–1948) byl divadelním fotografem, fotografoval také profesionály moderního tance pořízených v pohybu, jako jsou Grete Wiesenthalová a její sestry, Clotilde von Derp nebo Mary Wigman[7]. Mezi jeho žáky patřili řecká fotografka Nelly nebo Němec Charlotte Rudolf.
- Rosemarie Clausen (1907–1990)
- Mara Eggert (* 1938)
- Otto Steinert (1915–1978) oficiální fotograf divadla v Saarbrückenu v letech 1948–1951
- Mara Eggert (* 1938)
- Eva Kemlein (1909––2004)
- Elli Marcus (1899–1977)
- Stefan Moses (* 1928)
- Abisag Tüllmann (1935–1996)
- Liselotte Strelow (1908–1981)
- Fritz Peyer (1919–2001)
- Gerd Mingram (1910–2001)
- Pamela Green (1929–2010)
- Ruth Wilhelmi (1904–1977)
- Gerdt Marian Siewert (1920–1992)
- Ingeborg Sello (1916–1982)
- Walter Boje (1905–1992)
- Thomas Schadt (* 1957)
- Michael Kupfermann (* 1954)
- Guido Mangold (* 1934)

Rusko
- Karl Bergamasko (1830–1896, Petrohrad) byl známý ruský fotograf italského původu, který byl aktivní v 19. století. Jako fotograf se zaměřil na práci s herci a veřejnosti z divadelního prostředí. Bergamasko dokázal učinit všechny své modely atraktivní, chytře s důrazem na důstojnost jejich práce a skrytím nedostatků z pohledu zákazníka. Za své umění byl brzy odměněn, od roku 1863 přijal titul "fotograf císařských divadel" s podmínkou, že se "bezpodmínečně zavázal darovat ředitelství archivní album portrétů umělců ve všech kostýmech z nových baletů a oper, probíhajících na místní scéně."

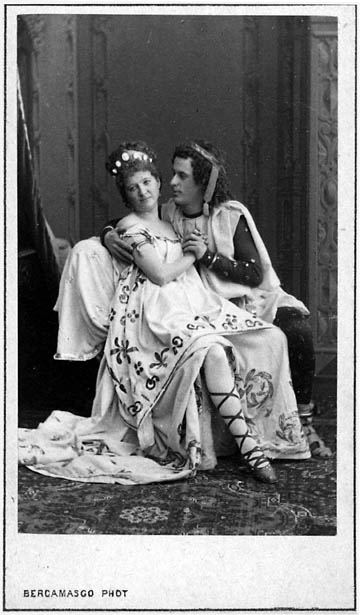
Karl Bergamasko: Překrásná Helena, Alexandrijské divadlo

Švédsko
- Ferdinand Flodin

Anglie
- Alfred Ellis (1854–1930) byl anglický divadelní fotograf, který provozoval studio na londýnské Baker Street.

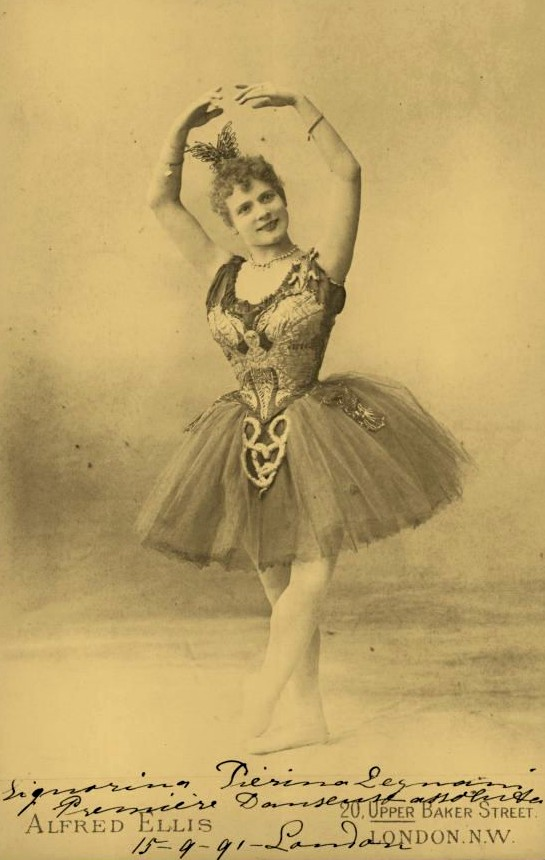
Alfred Ellis: Pierina Legnani, Londýn, 1891
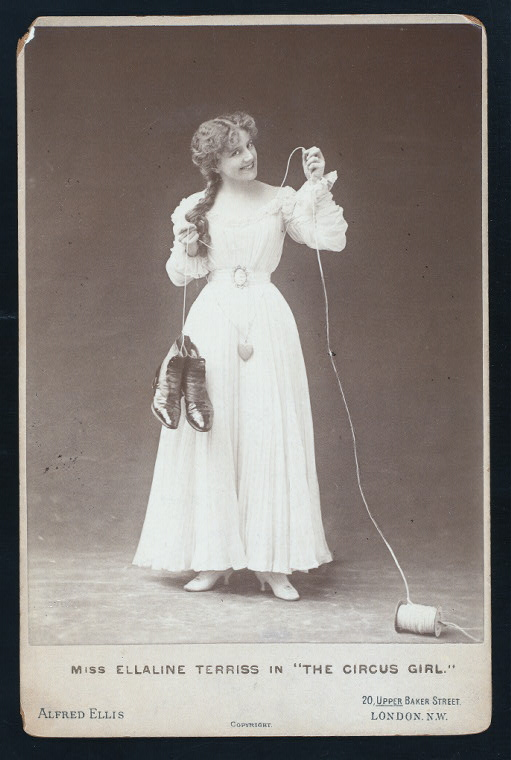
Alfred Ellis Ellaline Terriss ve hře The Circus Girl

USA
- Napoleon Sarony (1821–1896) byl velmi oblíbený a plodný portrétní fotograf, nejvíce známý svými portréty hvězd z konce 19. století z prken amerického divadla.

- Lois Greenfield (* 1949) je známá zachycováním člověka v pohybu a využitím pohybu jako kompozičního prvku ve svém umění. Je srovnávána s Eadweardem Muybridgem zkoumáním lidského pohybu a s Henrim Cartier-Bressonem zachycením prchavé chvíle.[8]

- William McKenzie Morrison (1857–1921) byl americký fotograf nejznámější fotografiemi divadelních umělců v Chicagu ve státě Illinois. V roce 1889 si otevřel vlastní studio umístěné v divadle Haymarket.

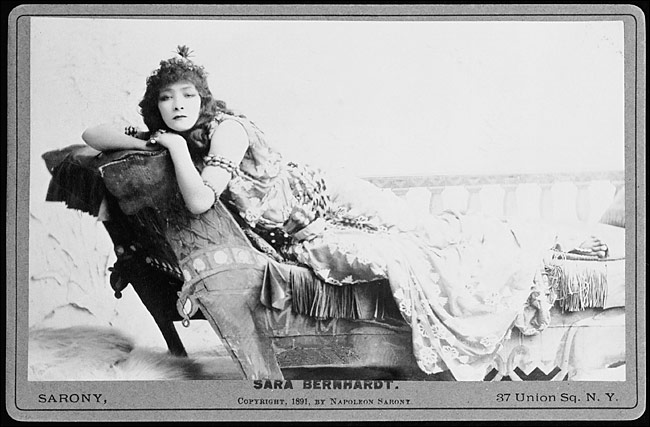
Napoleon Sarony: Sarah Bernhardt jako Kleopatra, 1891
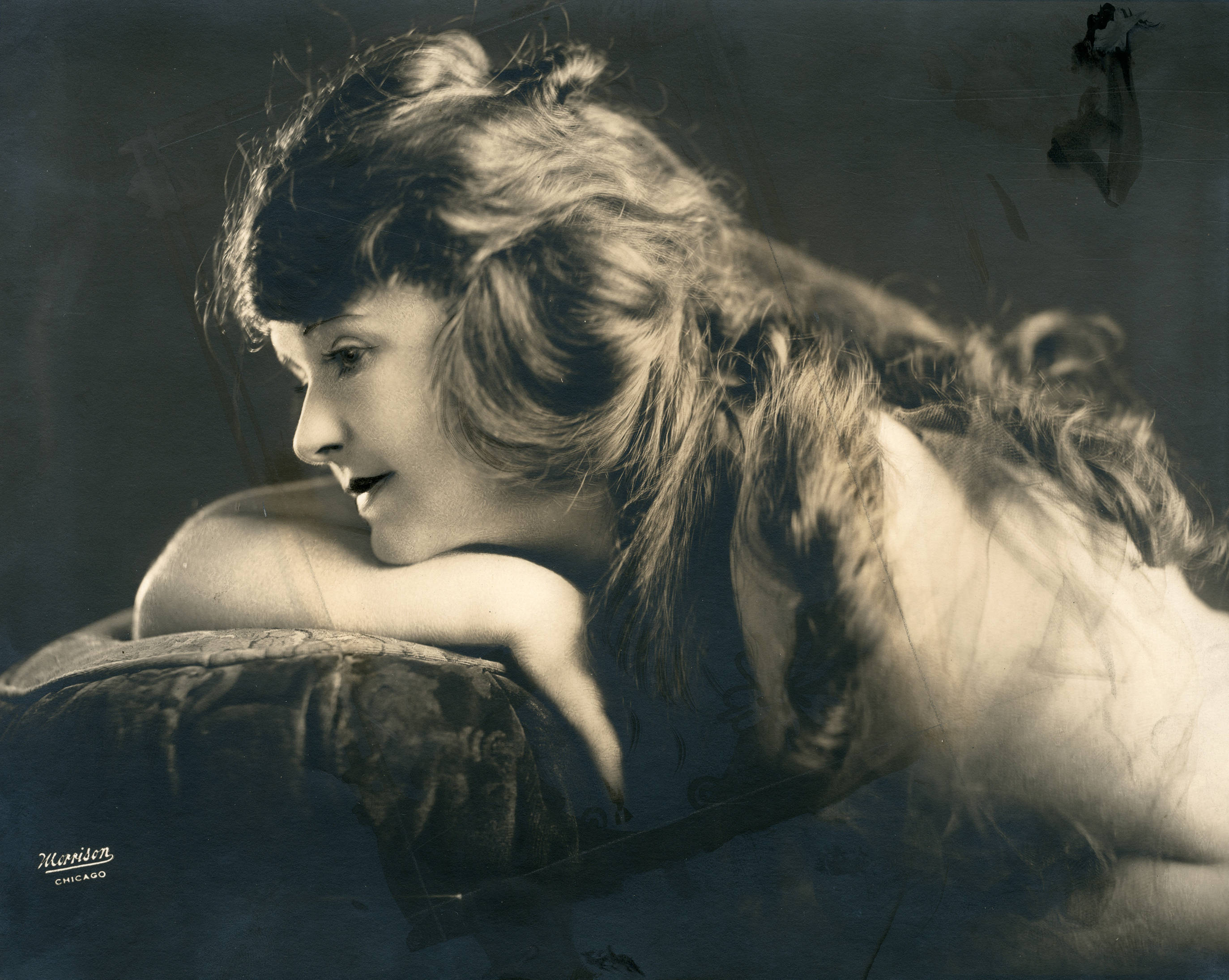
William McKenzie Morrison: Martha Morton, vaudeville actress
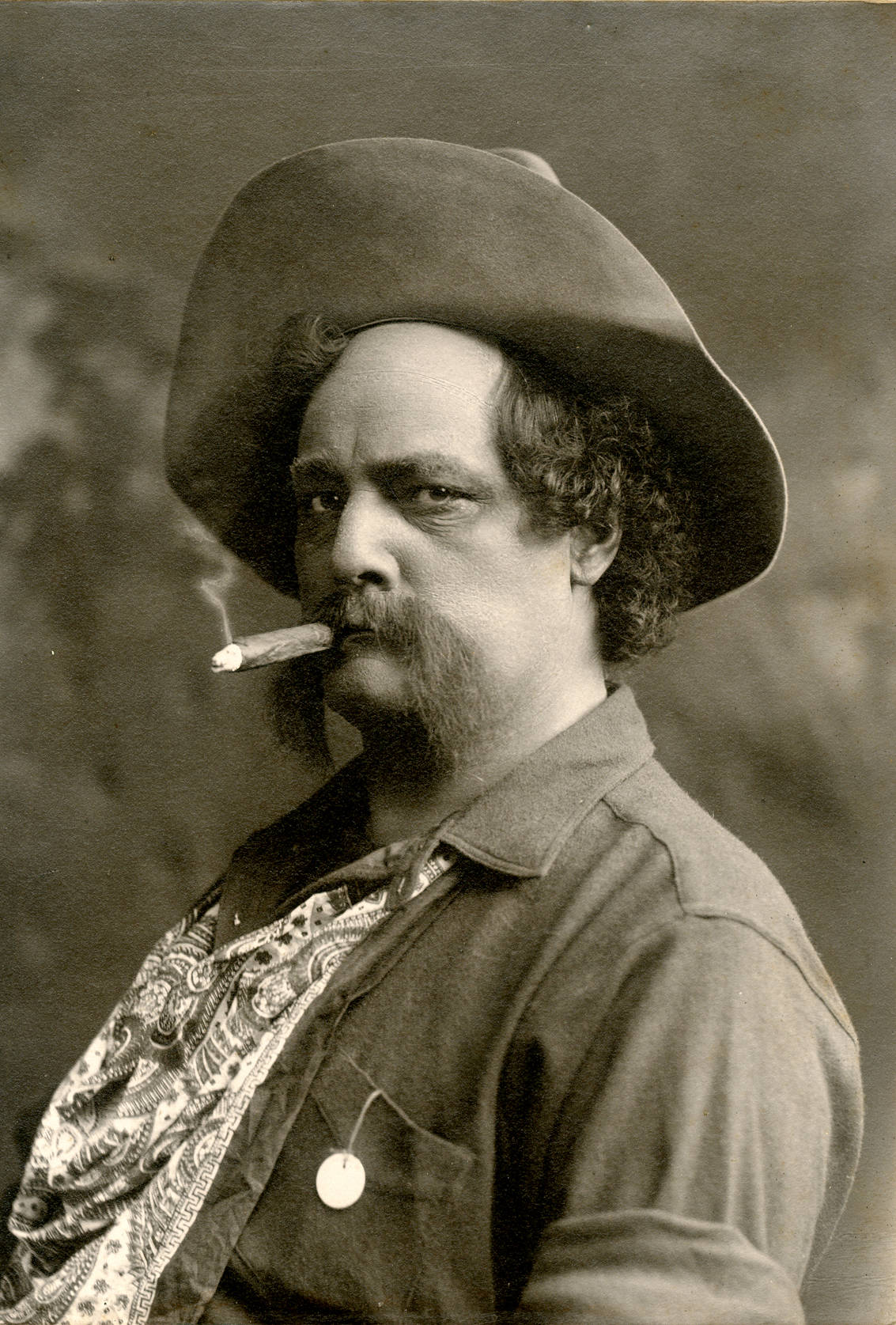
William McKenzie Morrison: Melbourne MacDowell, vaudeville entertainer

## Praxe
S příchodem digitálních technologií se začaly používat většinou digitální zrcadlovky, a vysoce světelné objektivy s proměnnou ohniskovou vzdáleností, aby fotograf mohl v závislosti na ději reagovat na různé situace jevišti. Mnoho divadelních fotografů používá formát RAW, aby mohli v grafickém editoru dodatečně upravovat barevnou teplotu. Digitální fotografie také umožňuje rychlé a včasné zveřejnění fotografií v médiích.

### Technika
Vzhledem k časové tísni na základě smluv fotografové nyní pracují pouze s digitálními fotoaparáty. Teprve pak je možné - stejně jako v mnoha jiných oblastech fotožurnalistiky poskytnout zákazníkům rychlé výsledky. Pro dosažení kvalitních výsledků pro tisk, je třeba pořizovat snímky ve vysokém rozlišení ať už digitálními nebo klasickými fotoaparáty. Vysokou kvalitu vyžadují zejména lesklé časopisy a velkoplošný tisk. Digitální fotoaparáty nabízejí zvýšit citlivost, v případě klasického filmu stejného efektu může být dosaženo pouze s extrémní ztrátou kvality (zrno, šum).
Vzhledem k měnícímu se a často nevyhovujícímu osvětlení je dobré dbát na vysokou kvalitu optiky. Jsou nezbytné objektivy s vysokou světelností. Stabilizátory obrazu nabízené některými výrobci umožňují pořídit ostřejší obrazy při fotografování z ruky s použitím delšího expozičního času (přidává dva až tři stupně EV). Protože se většina aktérů na jevišti pohybuje, jsou výhody stabilizátoru ke snížení pohybové neostrosti obvykle mnohem nižší, než se doufá.
Délka ohniskové vzdálenosti závisí na typu události. Pro větší festivaly se preferují teleobjektivy, pokud není fotografovi dovoleno vstoupit na jeviště. Na představeních v menším měřítku (například v malých divadlech nebo v klubech), se může použít normální nebo širokoúhlý objektiv. U kratší ohniskové vzdálenosti platí samozřejmě snížení riziko pohybové neostrosti s poklesem hladiny osvětlení. Ze zkušeností fotografů používající kinofilmový formát vyplývá, že aby se zabránilo rozmazání obrazu při fotografování z ruky musí být jmenovatel rychlosti závěrky v sekundách odpovídat nejméně ohniskové vzdálenosti objektivu v milimetrech. Například při fotografování „z ruky“ objektivem 50 mm by měl být čas závěrky kratší než 1/50 sekundy. Objektiv typu rybí oko s ohniskovou vzdáleností 8 mm umožňuje fotografovat bez obav ostré snímky s časem 1/10 sekundy.
Při vážných představeních je zvuk závěrky fotoaparátu často vnímán jako příliš hlasitý a mohl by rušit jak diváky, tak umělce. Preferují se tak fotoaparáty bez zrcátka. Kromě toho se někdy používají zvukotěsná pouzdra. Je-li to možné, fotografuje se během zkoušek.
Blesky a stativy fotografům práci během představení ztěžují. Blesky jsou ve většině případů zakázány, navíc by také zničily světelnou atmosféru na pódiu. Stativy (nebo monopody) jsou obvykle překážkou na obtíž, organizátoři velkých akcí je obvykle netolerují jako potenciálně nebezpečné. Je proto potřeba pracovat s vysokou světelnou citlivostí.